# Zhang Geng
Zhang Geng ou Chang Kêng ou Tchang Keng, de son vrai nom: Zhang Tao, surnom: Pushan, noms de pinceau: Mijia, Guatian Yishi et Boqucunsangze est un peintre chinois des XVIIe – XVIIIe siècles, originaire de Xiushui, province du Zhejiang. Né en 1685 et mort en 1760.

## Biographie
Érudit, littérateur et calligraphe, Zhang Geng est un peintre de paysages, disciple de Chen Shu (1660-1736), il dédaigne les fonctions officielles pour se consacrer à l'étude et aux lettres. Le Metropolitan Museum of Art de New York conserve une de ses œuvres signée: Paysage de montagnes, d'après Wang Meng. Il est l'auteur du traité Pushan Lun Hua, court ouvrage divisé en neuf chapitres. C'est un exposé clair où, à côté de certaines redites, se trouvent des idées personnelles et solides; bien qu'il se revendique en principe de Wang Yuanqi, il s'insurge contre les préjugés d'école et estime que la créativité personnelle et le contact avec la nature sont plus importants que l'imitation des Anciens.